# Raymond Sumlut Gam
Raymond Sumlut Gam (Sadung, 19 de junho de 1953) é bispo de Banmaw.
Raymond Sumlut Gam foi ordenado sacerdote em 29 de março de 1981.
Papa Bento XVI nomeou-o Bispo de Banmaw em 28 de agosto de 2006. A ordenação episcopal foi pelo Núncio Apostólico na Tailândia, Cingapura e Camboja e o Delegado Apostólico em Mianmar, Laos, Malásia e Brunei Darussalam, Salvatore Pennacchio, em 18 de novembro do mesmo ano; os co-consagradores foram Francis Daw Tang, bispo de Myitkyina, e Paul Zingtung Grawng, arcebispo de Mandalay.